# Sojuz TM-15

## Equipaggio
| Ruolo                  | Equipaggio al lancio                           | Equipaggio all'atterraggio                     |
| ---------------------- | ---------------------------------------------- | ---------------------------------------------- |
| Comandante             | Anatolij Solov'ëv, Roscosmos Mir 12 Terzo volo | Anatolij Solov'ëv, Roscosmos Mir 12 Terzo volo |
| Ingegnere di volo      | Sergej Avdeev, Roscosmos Mir 12 Primo volo     | Sergej Avdeev, Roscosmos Mir 12 Primo volo     |
| Cosmonauta Ricercatore | Michel Tognini, CNES Primo volo                | —                                              |

### Equipaggio di riserva
| Ruolo                  | Equipaggio                    | Equipaggio                    |
| ---------------------- | ----------------------------- | ----------------------------- |
| Comandante             | Gennadij Manakov, Roscosmos   | Gennadij Manakov, Roscosmos   |
| Ingegnere di volo      | Aleksandr Poleščuk, Roscosmos | Aleksandr Poleščuk, Roscosmos |
| Cosmonauta Ricercatore | Jean-Pierre Haigneré, CNES    | Jean-Pierre Haigneré, CNES    |

## Parametri della missione
- Massa: 7.150 kg
- Perigeo: 196 km
- Apogeo: 216 km
- Inclinazione: 51,6°
- Periodo: 1 ora, 28 minuti e 36 secondi